# Tyrrhena Mons
Tyrrhena Mons je hora na povrchu Marsu, která se nachází severovýchodním směrem od Hellas Planitia jihozápadně od sopky Tyrrhena Patera v oblasti Hesperia Planum. Zdvihá se do výšky 3 920 metrů nad nulovou nadmořskou výšku a velikost báze dosahuje 107 km.
Pojmenována byla roku 1991.